# Embalse de Gariep
El embalse de Gariep, el más grande de Sudáfrica, está situado en el curso del río Orange, muy cerca de la localidad de Norvalspont, entre las provincias del Estado Libre y el Cabo Oriental, a 30 km al nordeste de Colesberg. Su finalidad es el almacenamiento de agua para regadío, uso doméstico e industrial, así como para la generación de energía. Está asociado al embalse de Vanderkloof, 130 km aguas arriba en el mismo río Orange, con el que forma parte del Esquema de Aguas del Río Orange.

## Nombre
Cuando se puso en servicio en 1971, se denominó originalmente  presa de Hendrik Verwoerd, en honor al primer ministro sudafricano antes y después del 31 de mayo de 1961, cuando el país pasó de ser la Unión Sudafricana a la República de Sudáfrica . Sin embargo, tras el fin del apartheid, el nombre de Verwoerd se consideró inadecuado, así que el 4 de3 octubre de 1996, su nombre se cambió oficialmente a presa Gariep, que en idioma khoekhoe significa "río", el nombre original del río Orange (el río más largo de Sudáfrica). 

## Entorno
La presa, la segunda de Sudáfrica, después de la presa de Vanderkloof, se encuentra en el río Orange, a unos 48 km al nordeste de Colesberg y 208 km al sur de Bloemfontein. Se encuentra en un desfiladero a la entrada del Valle de Ruigte, a unos 5 km al este de Norvalspont. La cresta de la presa se encuentra a unos 1300 m sobre el nivel del mar. Al norte de la presa se encuentra la Reserva natural del embalse de Gariep, en la provincia del Estado Libre, y al sur, en el centro del embalse, la Reserva natural de Oviston, en la provincia del Cabo oriental. El agua es demasiado fría, debido a la altitud (entre 10 y 12oC) y no hay hipopótamos ni cocodrilos.
Los ríos que abastecen la presa agua arriba, además del río Orange, son los ríos Caledon, Brakspruit, Broekspruit, Oudagspruit, Palmietspruit y Slykspruit.

## Dimensiones
El muro mide 88 m de altura y tiene una longitud de cresta de 914 m. Contiene en torno a 1,73 millones de m³ de hormigón. El embalse de Gariep es el almacenamiento de agua más grande de Sudáfrica, con una capacidad de 5340 hm3 y una longitud de 75 km. En inglés sudafricano, dam se refiere tanto a la estructura como al volumen de agua que retiene. El embalse de Gariep tiene una superficie de más de 370 km2 cuando esté lleno. La central hidroeléctrica alberga cuatro generadores de 90 MW.

## Diseño
La estructura es una presa híbrida de hormigón, de doble curvatura de arco de gravedad. Se eligió este diseño porque la garganta es demasiado ancha para un arco completo, por lo que las paredes laterales forman estribos de gravedad para el arco central. La empresa constructora fue la Union Corporation Dumez-Borie Dams y la ingeniería la llevó a cabo Gibb Hawkins and International Orange River Consultants (Pty) Ltd.

### Central hidroeléctrica de Gariep
Una central hidroeléctrica de 360 MW es operada por Eskom. Cuatro turbinas hidroeléctricas de 90 MW (que se controlan de forma remota desde Gauteng ) 

## Galería

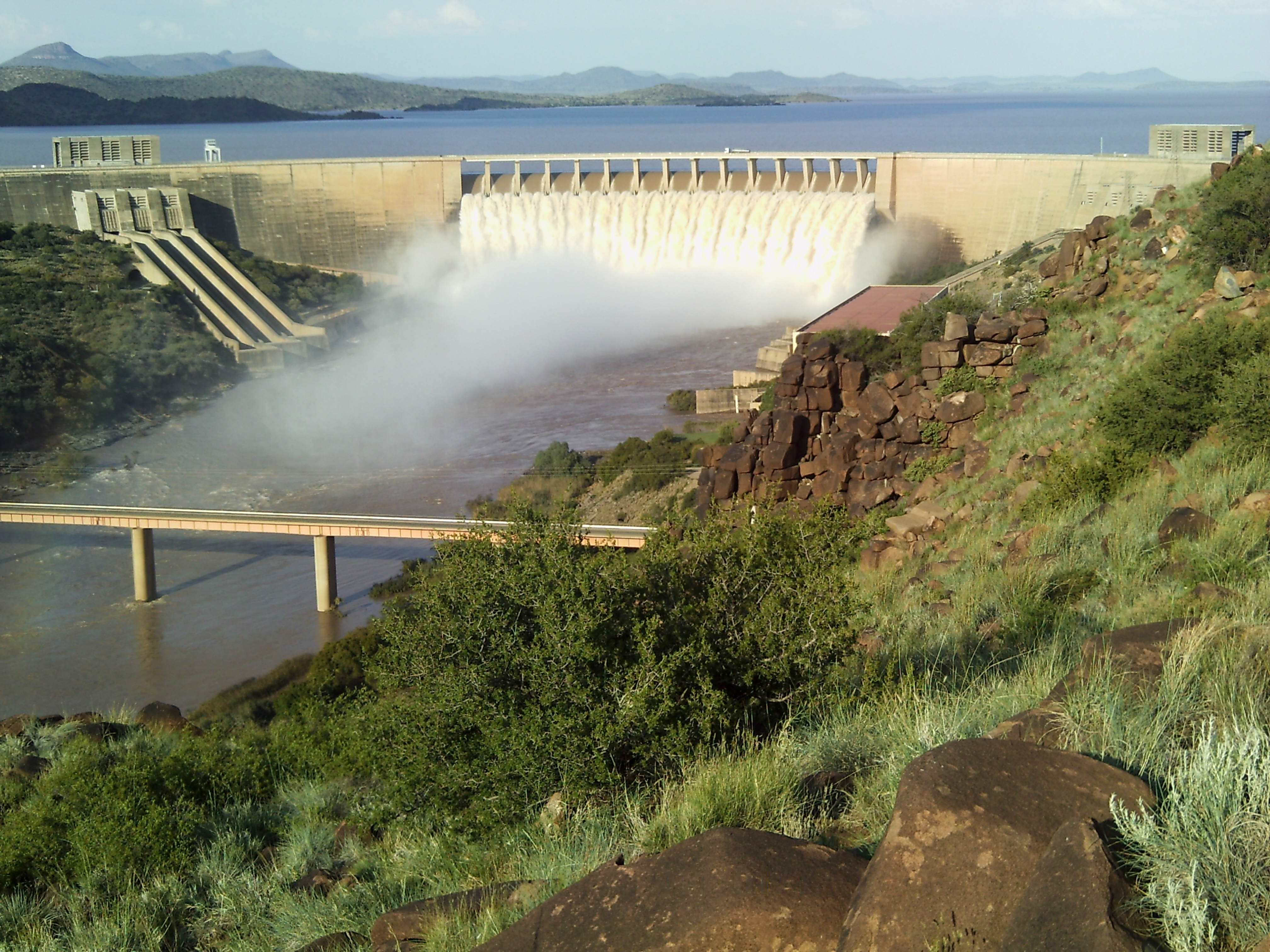
Embalse de Gariep descargando agua en 2011
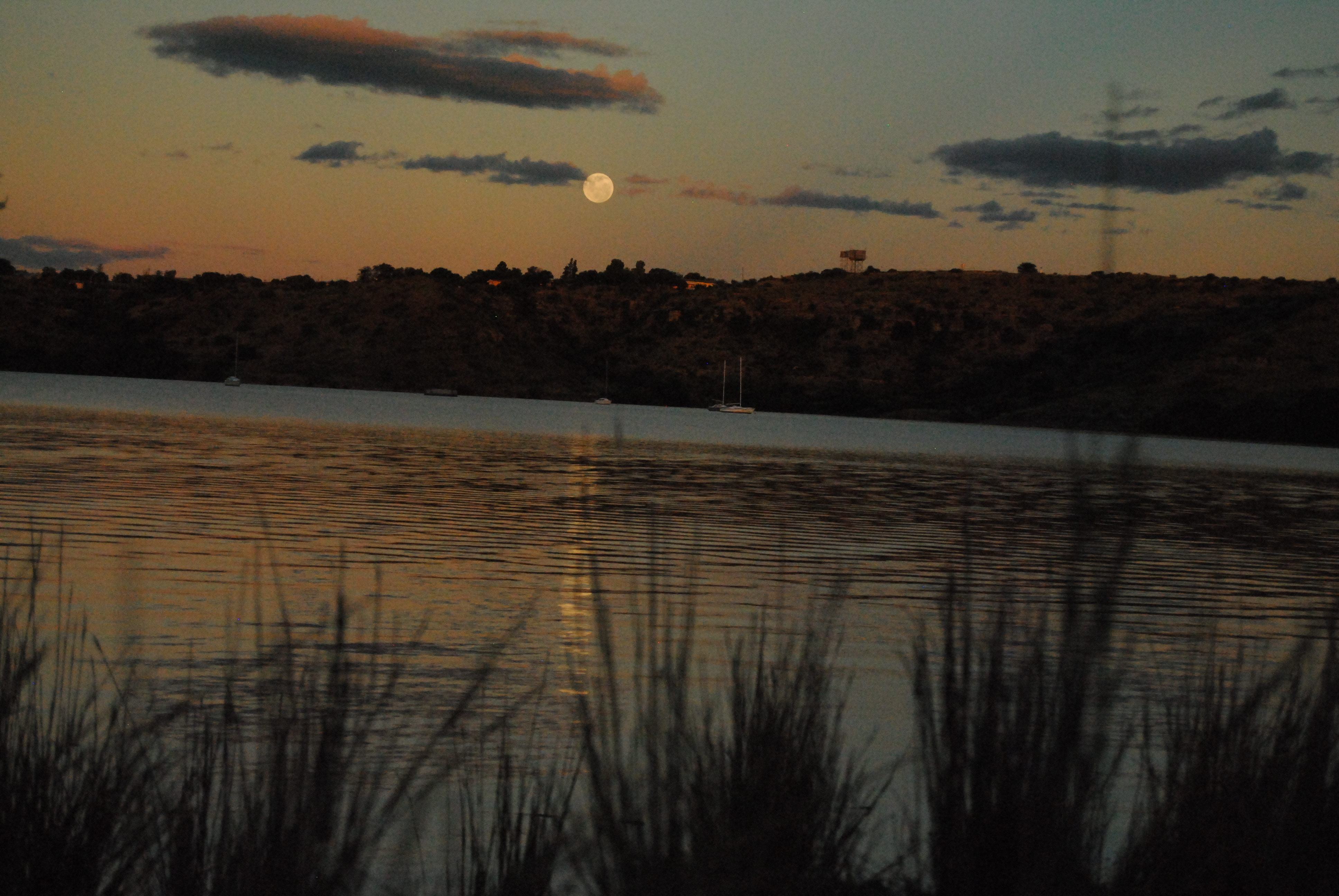
Puesta de sol en la Reserva natural de Oviston, al sur del embalse
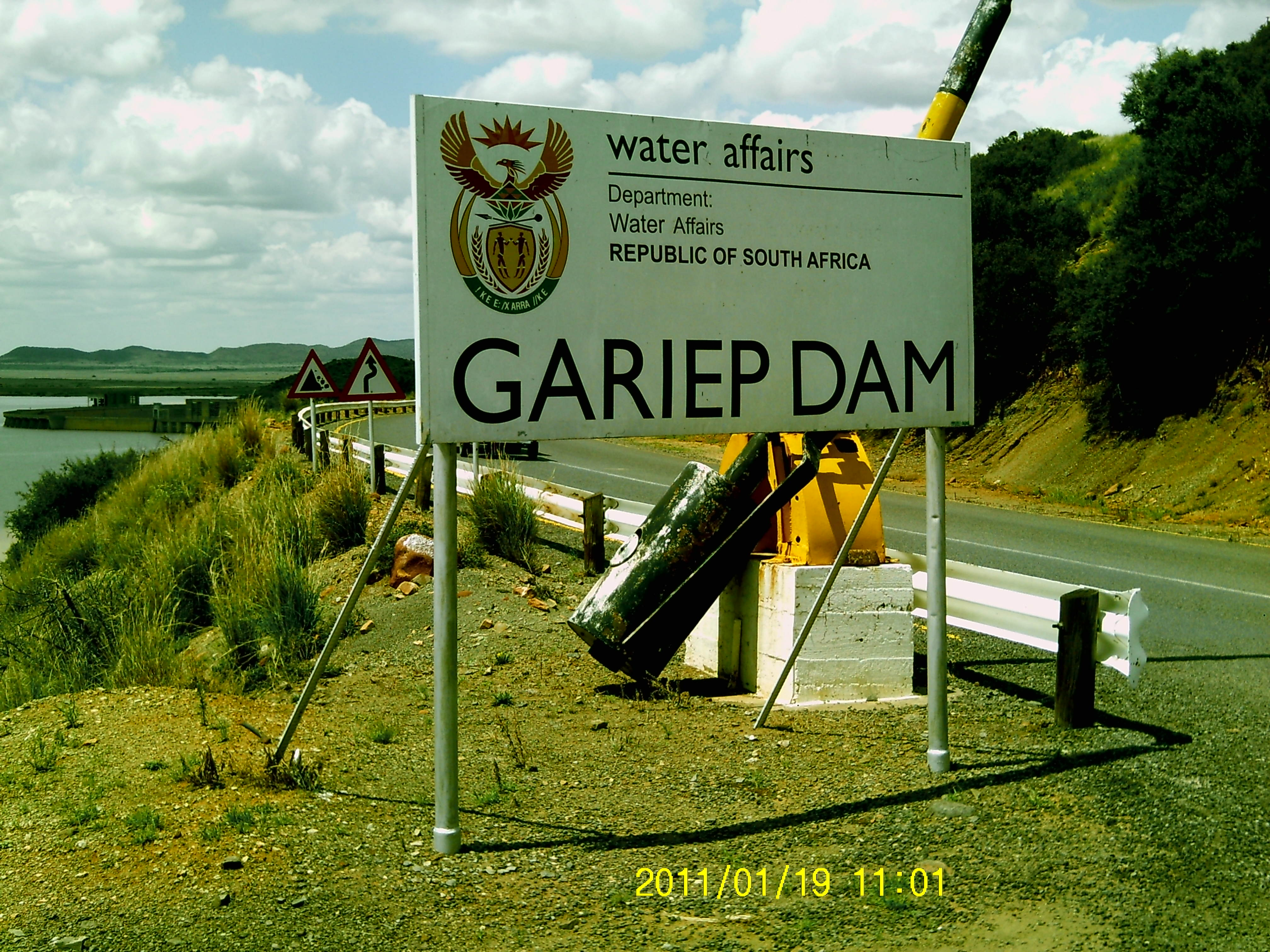
Letrero en la carretera que indica la presa
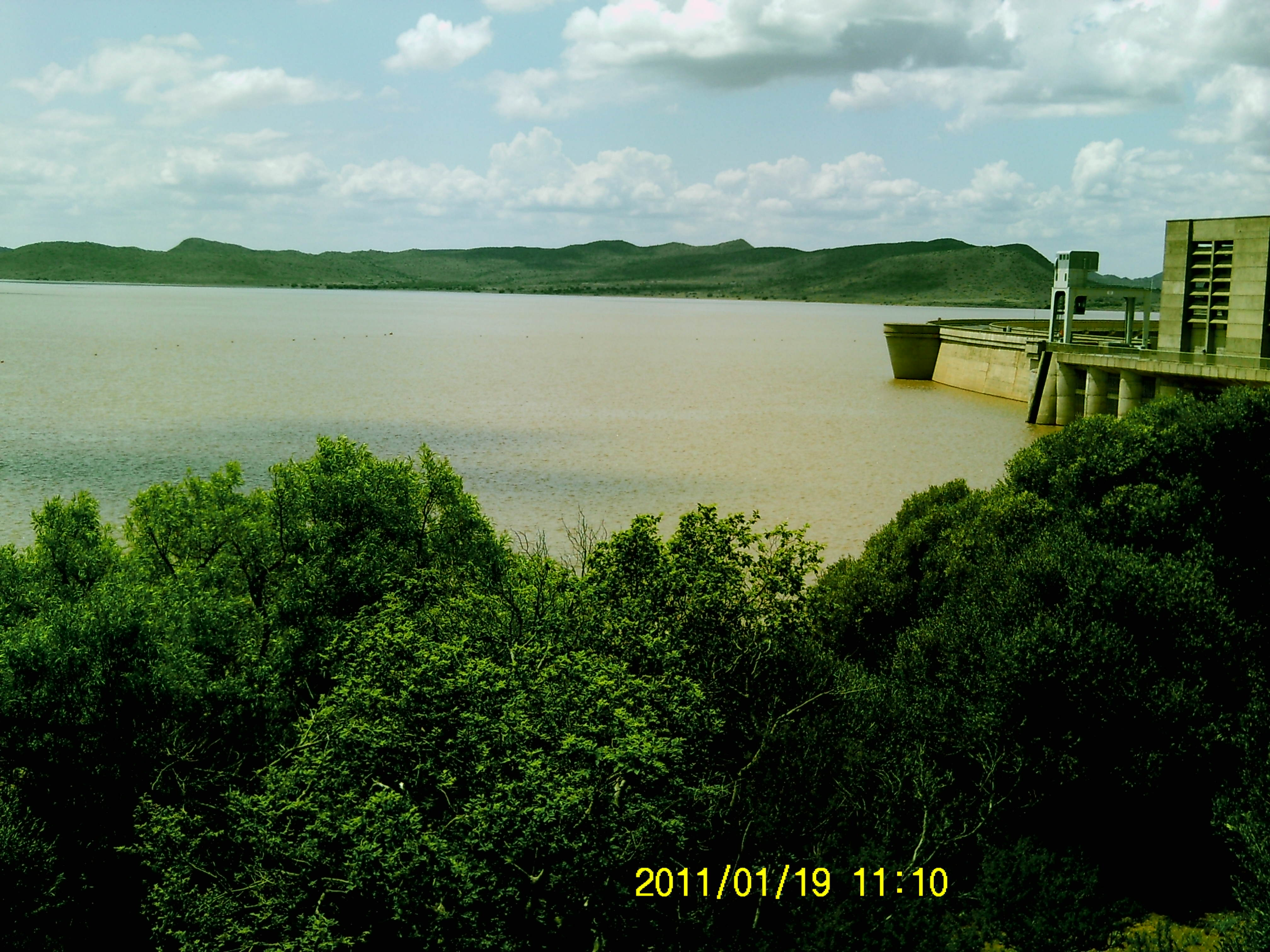
Vista sobre el lago
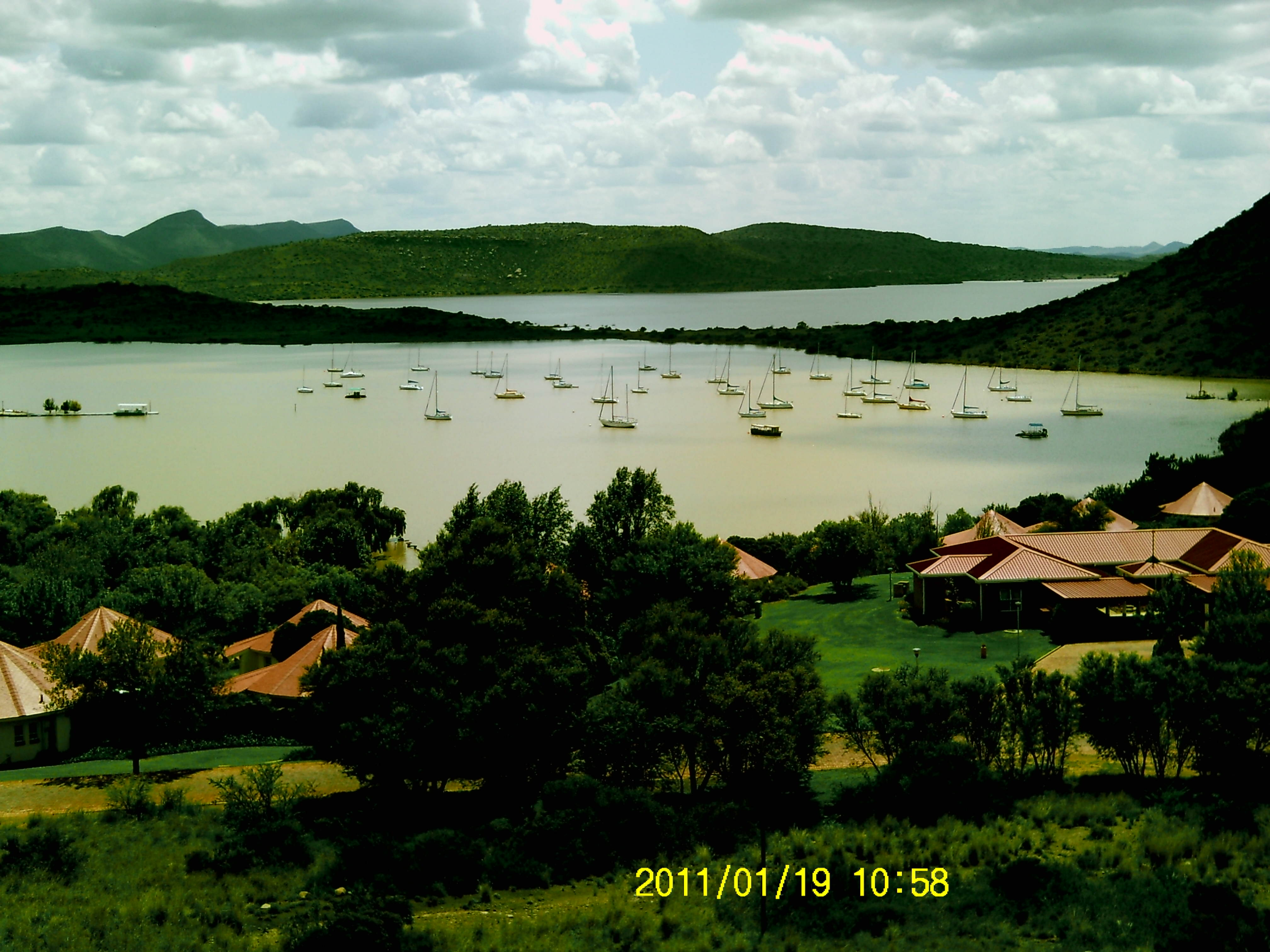
Holiday Resort en el embalse de Gariep
Presa y puente de Gariep